# Żaba hiszpańska
Żaba hiszpańska (Rana iberica) – gatunek płaza bezogonowego z rodziny żabowatych (Ranidae).

## Występowanie
Występuje na północno-zachodniej części Półwyspu Iberyjskiego, na terenie Hiszpanii i północnej Portugalii.
Występuje od poziomu morza, ale głównie na terenach górzystych do wysokości 2425 m n.p.m. w widnych lasach i na trawiastych stokach z zimnymi strumieniami.

## Opis
Ciało krępe osiągające długość 5–7 cm. Gruczołowate fałdy na grzbiecie oddalone od siebie, głowa krótka, pysk spłaszczony. Brak rezonatorów, błona bębenkowa dobrze widoczna. Silnie rozwinięte błony pławne łączące palce tylnych łap.
Ubarwienie grzbietu bardzo zmienne; brązowooliwkowe, żółtawe lub miedziane. Brzuch jasny lub ciemny plamisty lub marmurkowaty. Tylne nogi zwykle pokryte ciemnymi pręgami.

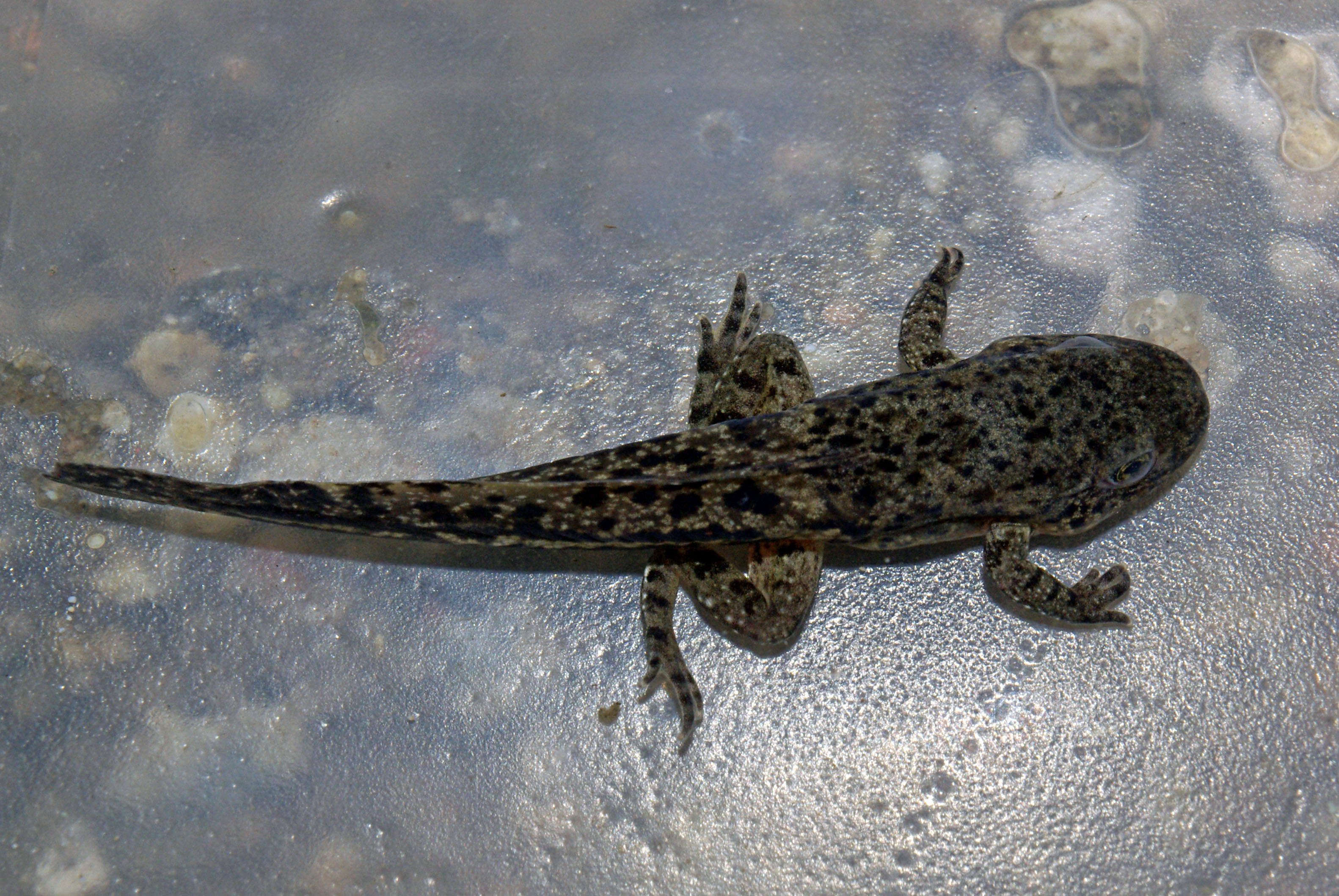
Kijanka żaby hiszpańskiej

## Tryb życia
Dobrze i daleko skacze, zimuje w wodzie. Rozród następuje w okresie od marca do początków kwietnia, przeobrażenie kijanek w małe żaby następuje w lecie.